# 慕容博
慕容博，金庸小說《天龍八部》中的最大反派人物，慕容复之父。在故事結構中扮演重要角色，武功造诣高超，谋略极深。與喬峰、蕭遠山、鳩摩智被視為天龍四絕，為金庸小說中武功絕頂的高手之一。

## 概述
鮮卑後裔，根據「大燕皇帝世系譜表」，十六國時的慕容氏諸燕的王公為其先祖，慕容博自幼受祖父、父親之教，以「中興燕國」為畢生職志。
年少時和娘親曾巧遇正值用少林七十二絕技之一「金剛指」鋤奸的黃眉僧，年少的慕容博訿評黃眉大師「金剛指」未夠火候，黃眉大師蓄意取笑慕容博沒實力不要胡說，誰知慕容博卻瞬間反用「金剛指」打穿黃眉大師胸口，黃眉大師心知命不久矣，但因慕容博使金剛指力時下手不慎離黃眉大師的心臓偏差一些，故得以保命，慕容博的娘親還說慕容博的功力未夠火候就不要出手，可見當年的黃眉大師遠遠不及少年慕容博的功力。
慕容博见宋辽交好、兵戎不兴，复燕之志无可乘之机，然而听闻致力於宋遼睦鄰修好的遼屬珊大帳親軍總教頭萧远山在九月初八赴武州岳父家拜寿，便去少林寺报信，说辽国派出高手，在重阳节大举进袭少林寺，夺取武学典籍，少林寺掌門人「伏虎罗汉」玄慈方丈信以为真，召集中原豪杰于路截殺。
玄慈担當「带头大哥」带着丐幫幫主「劍髯」汪剑通、智光大师、赵钱孙、「萬勝刀」王維義，「地絕劍」黃山鶴雲道長、山西大同府「鐵塔」方大雄和江西「杜氏三雄」等二十一人名宋朝武林高手攻击去岳父母家的一對夫妻，豈知萧远山只以一己之力就能把二十一人殺剩四人，宋朝武林高手中有人頭顱四肢橫飛，有人活生生被撕開，戰後只有玄慈和汪剑通、智光和赵钱孙活了下来（智光飛到了樹上，趙錢孫嚇暈了過去，玄慈及汪劍通也被點中穴道），萧远山的妻子卻不幸死亡，此役群雄的廝殺血戰，史稱「雁門關大戰」。
慕容博在「雁門關大戰」時，遠遠躲在山巖之後，雁門關外那血肉橫飛的情景令他難以成眠，心中的恐懼始終減不了一分一毫。
后武林人士发现是场错误，慕容博隐居于家中地窖，绝足不出。少林派玄慈方丈知道被骗，派人四出查访，却杳无音信。
慕容博为求少林七十二绝技，独自落户在少林寺旁，不出半年，摸清了寺中藏经阁的情况，裝扮為「灰衣僧」，經常潜入阁中抄录武功秘笈，其时已然入冬，年暮岁晚，他挂念妻子，返回苏州，是年冬天，慕容博的妻子怀了身孕，慕容博便长留苏州，等待妻子生育。
慕容博也化名燕龍淵，藏身河南登封，在各地搞大大小小的生意，藉此增加財力。在少林寺其間，曽經和化身黑衣人而且同樣潜入阁中抄录武功秘笈的萧远山三度交手；第一次只是對掌，交代雙方目的；第二次黑衣人再約他再去試掌，兩人二度交手，拆近百餘，相約明年再會；第三次黑衣人的掌法變幻多端，慕容博逐一施展少林七十二絕技中的「般若掌」、「無相劫指」、「拈花指」等，便是「伏魔杖法」、「九天九地方便鏟法」等器械武功也化在拳掌之中施展出來，兩人已拆鬥三百餘招。
假死之前，他就偷走了少林寺的“七十二绝技”送给鸠摩智，他看人的眼光很準，知道鸠摩智在武学上十分贪得无厌，好教他练成少林寺的绝技使得吐蕃和少林寺的关系紧张，他更怂恿其猎取「六脉神剑」的野心，好让吐蕃和大理的关系也不那么融洽。事实上，鸠摩智在数年后，向天龙寺众人借阅六脉神剑，一人独自挑战少林寺众僧，种种行为，均是在慕容博的意料之中的。可惜的是鸠摩智身为一代高僧，竟然完全不知情。好在后来在枯井中遭遇了一番由生到死、由死到生的经历才明白其中的道理。
又过数年，慕容博得悉玄悲大师前赴大理，於是暗中跟随，在陆凉州身戒寺中陡施袭击，玄悲出乎不意，以少林绝技「大韦陀杵」迎击，慕容博迳以家传武技抵御，不料玄悲武功渊深，「大韦陀杵」威力奇劲，远出慕容博意料，他一时轻敌，登感不支，只得施出「斗转星移」，将「大韦陀杵」还击玄悲自身，玄悲登时中招毙命。
后來少林寺之战时，慕容复输给段誉后欲拔剑自杀，慕容博以暗器撞開他手中長劍而亮明身份，接著慕容博、慕容复父子与萧远山、萧峰父子相遇，双方欲血杀对方，此时扫地僧出现，先後將慕容博与萧远山打至斷氣作龜息之眠，再透過陰陽互濟讓他們化解對方的內傷起死回生，摒弃戾气的两人至此明白家国仇恨、生死离别都如梦境，方才放弃仇恨、大彻大悟，皈依三宝，不再过问世间恩怨。
最后萧远山之子蕭峰因深陷忠义两难而拔劍自尽，而慕容博之子慕容复因执迷复国之梦而变成疯子。

## 武功
参合指
是以渾厚內力化作無形氣勁，伸出食指，凌虚点撃對手。参合指起名源自參合陂之戰，意謂要姑蘇慕容氏子孫勿忘後燕先祖恥辱。
斗轉星移
姑蘇慕容祖传绝技，乃是一門借力打力之技，不論對方施出何種功夫來，都能將之轉移力道，反擊到對方自身。
出手的人武功越高，使法越是巧妙，真正的功夫所在，將對手的兵刃拳腳轉換方向，令對手自作自受，其中道理，全在「反彈」兩字。
慕容氏家傳劍法
招招連綿不絕，猶似行雲流水一般，瞬息之間，全身便如罩在一道光幕之中。

## 影視形象

### 劇集
- 關海山：香港無綫電視《天龍八部》（1982年）
- 駱應鈞：香港無線電視《天龍八部》（1997年）
- 任舞：江蘇省廣播電視總台、九洲音像出版公司聯合出品《天龍八部》（2003年）
- 馮進高：中國華策影視、東陽大千影視聯合出品《天龍八部》（2013年）
- 王同輝：中國新麗傳媒《新天龍八部》（2021年）

### 電影
- 呂良偉：《天龍八部之喬峰傳》（2023年），邵氏公司